# 新田博衞
新田 博衞（にった ひろえ、1929年10月28日 - 2020年4月11日）は、日本の美学者。京都大学名誉教授。

## 経歴
京都市生まれ。1955年京都大学文学部哲学科卒業。1960年京都大学大学院文学研究科博士課程美学美術史専攻修了。京都大学文学部助手（1961年4月-1964年3月）、京都市立美術大学（現・京都市立芸術大学）講師（1964年4月-1966年3月）を経て京都大学教養部講師へ（1966年4月）。1968年4月より同助教授、1978年5月より同教授。1988年4月-1990年3月教養部長。1992年10月より総合人間学部教授に異動、1993年3月停年退官後、大阪芸術大学大学院教授（1993年4月-2000年3月）。

## 著作

### 著書
- 『詩学序説』勁草書房、1980年
- 『気ままにエステチックス』勁草書房、1993年

### 編著
- 『西洋美術史への視座』勁草書房、1988年

共著者：辻 成史、五十嵐 節子、斎藤 稔、愛宕 出、森 雅彦、島本 浣、藤枝 晃雄、岡田温司

### 論文（和文）
- 「作品の構造」『哲学研究』（創文社）第479号 1962年 52頁 - 78頁
- 「創作の過程」『講座・哲学体系』（人文書院）第6巻 1964年 107頁 - 134頁
- 「彫刻とはなにか・三つの類型」『井島勉編・芸術の世界』（創文社）1964年 35頁 - 48頁
- 「小説と事実・小説の諸問題」同上131頁 - 158頁
- 「小説における作者の偏在」『京都市立美術大学研究紀要 第10号』1964年 1頁 - 10頁
- 「芸術作品の存在」『美学』（美術出版社）第77号 1969年 45頁 - 54頁
- 「藝術作品の座標」『実存主義』（以文社）第61号 1972年 104頁 - 123頁
- 「詩的表現について ―美学的考察―」『日本文学と英文学』（教育出版センター）1973年 3頁～41頁
- 「美・狂気・エロース」『理想』（理想社）1973年 60頁 - 69頁
- 「美は果敢ないものか？」『実存主義講座Ⅷ』（理想社）1974年 167頁 - 186頁
- 「絵画空間について」（上）『哲学研究』第532号（創文社）1976年 99頁 - 129頁
- 「詩と音楽」『理想』528号（理想社）1977年 107頁 - 124頁
- 「絵画空間について」（中）『哲学研究』第535号（創文社）1978年 397頁 - 418頁
- 「物・世界・藝術作品」『思想』第668号（岩波書店）1980年 1頁 - 17頁
- 「芸術解釈論」『吉岡健二郎編・美学を学ぶ人のために』（世界思想社）1981年 147頁 - 164頁
- 「絵画空間について（承前・完）―アルベルティとヒルデブラント―」『哲学研究』第547号（創文社）1983年 32頁 - 60頁
- 「美的経験」『今道友信編・講座美学2』（東京大学出版会）1984年 83頁 - 121頁
- 「コンピュータに創作ができるか？」『藝術論集』（大阪芸術大学芸術学部 文藝学研究室）1984年 30頁 - 43頁
- 「拾い読みの『それから』」『理想』622号（理想社）1985年 221頁 - 234頁
- 「作られた空間・作られた時間 ―芸術はなんの為に？―」『新岩波講座7 トポス 空間 時間』（岩波書店）1985年 205頁 - 236頁
- 「知覚・芸術・言語 ―コンラート・フィードラーの創作論」『山本正男監修・芸術学の方法』（玉川大学出版部）1985年 83頁 - 100頁
- 「藝術作品の概念」『梅本/中原/馬淵編・アプ サラス』（音楽之友社）1985年 97頁 - 107頁
- 「絵と言葉」『人文學報』第60号 1986年 161頁 - 170頁
- 「論書」『芸術の理論と歴史』（思文閣出版）1990年 3頁 - 12頁
- 「美的感情について ―現象学的素描―」『現象学年報6』（日本現象学会）1990年 1頁 - 17頁
- 「藝術における“消費”の概念について  ―紹介と展望―」『鑑賞・消費の観点から見た藝術（平成3年度科学研究費補助金［総合研究A］研究成果報告書）』1993年 245頁～263頁
- 「繪畫に映った日本人の他界観」『久野昭編・日本人の他界観』（国際日本文化研究センター）1994年 111頁～149頁
- 「映画になった『それから』」『河南論集』第6号（大阪藝術大学藝術学部文藝学科研究室）2001年 174頁～245頁
- 「宙吊りにされた近代 ―ヘーゲルの美学からハイデッガーの藝術哲学へ―」『藝術文化研究第6号』（大阪芸術大学大学院芸術文化研究科）2002年 1頁～53頁
- 「宙吊りにされた近代 ―ヘーゲルの美学からハイデッガーの藝術哲学へ（承前・完）―」『藝術文化研究第7号』（大阪芸術大学大学院芸術文化研究科）2003年 117頁～240頁
- 「なぜ人は踊るのか？ ―身体・テクノロジー・テロ―」『藝術文化研究第8号』（大阪芸術大学大学院芸術文化研究科）2004年 71頁～86頁
- 「脳死した近代絵画（前）」『藝術文化研究第9号』（大阪芸術大学大学院芸術文化研究科）2005年 73頁～109頁
- 「脳死した近代絵画（後）」『藝術文化研究第10号』（大阪芸術大学大学院芸術文化研究科）2006年 31頁～114頁
- 「なぜ花は綺麗に見えるのか？ ―カント『判断力批判』における問と答―」『美術フォーラム21』VOL. 13（醍醐書房）2006年 86頁～93頁
- 「“Χαλεπά τά καλά”（前）（“手ごわし、美しきもの！”）―伝プラトン『大ヒッピアス』を読む―」『藝術文化研究第11号』（大阪芸術大学大学院芸術文化研究科）2007年 1頁～40頁
- 「“Χαλεπά τά καλά”（後）（“手ごわし、美しきもの！”）―伝プラトン『大ヒッピアス』を読む―」『藝術文化研究第12号』（大阪芸術大学大学院芸術文化研究科）2008年 1頁～40頁
- 「ヘラクレイトスの美学（上）」『美術フォーラム21』VOL. 18（醍醐書房）2008年 120頁～127頁
- 「フランス語になった『それから』（前）」『藝術文化研究第13号』（大阪芸術大学大学院芸術文化研究科）2009年 57頁～76頁
- 「ヘラクレイトスの美学（中）」『美術フォーラム21』VOL. 19（醍醐書房）2009年 154頁～161頁
- 「ヘラクレイトスの美学（下）」『美術フォーラム21』VOL. 20（醍醐書房）2009年 34頁～41頁
- 「フランス語になった『それから』（後）」『藝術文化研究第14号』（大阪芸術大学大学院芸術文化研究科）2010年 1頁～16頁
- 「劇・弁論術・政治 ―プラトンに訊く―」『藝術文化研究第15号』（大阪芸術大学大学院芸術文化研究科）2011年 1頁～20頁
- 「音楽意味論の試み（I）―エードゥアルト・ハンスリック『音楽美について』を読む―」『藝術文化研究第16号』（大阪芸術大学大学院芸術文化研究科）2012年 1頁～18頁
- 「音楽意味論の試み（Ⅱ）―レナルド・B・メイヤー『音楽における感情と意味』を読む―」『藝術文化研究第17号』（大阪芸術大学大学院芸術文化研究科）2013年 1頁～17頁

### 論文（英・独文）
- "On Artistic Process ―Eye, Hand, Language―". AESTHETICS No.3 （The Japanese Society for Aesthetics）1988年 1頁～21頁
- "Warm will man Gedichte vertonen? ―Sprache und Musik―".『藝術文化研究第4号』（大阪芸術大学大学院芸術文化研究科）2000年 13頁～50頁
- "Dance and Technology ―8 Fragments of Philosophical Aesthetics―".『藝術文化研究第5号』（大阪芸術大学大学院芸術文化研究科）2001年 1頁～29頁
- "Lebensweltliche Immanenz Religion und Kunst in Japan". In: Aufnahme und Antwort ―Phänomenologie in Japan I― （Königshausen & Neumann, Würzburg）2011年

### 編訳
- 『現代哲学の根本問題4　藝術哲学の根本問題』（晃洋書房）1978年

共訳者：西谷 裕作、物部 晃二、増成 隆士、佐々木 健一、戸澤 義夫、伊藤 邦武、森 匡史、竹市 明弘、西村 規矩夫
担当訳は、IV「藝術作品の祝祭性」H・クーン、VI「藝術はどうやって時間から脱け出すのか？」W・パーペート、VII「藝術の現象学とオントロギー」M・デュフレンヌ、XI「造形藝術における時間」É・スーリオ、XII「時間と音楽」P・スヴチンスキーの部分。

### 翻訳
- 「芸術の原理」コリングウッド（山崎正和 共訳）『世界の名著〈続15〉近代の芸術論』中央公論社 1974年
- 「美術作品の説明」ヴェルフリン 同上
- 「文芸解釈の方法」シュタイガー 同上